# 瑪麗亞·尼維絲 (布拉干薩)
布拉干薩的瑪麗亞·尼維絲（葡萄牙語：Maria das Neves de Bragança，1852年8月5日—1941年2月15日），被廢黜的葡萄牙國王米格爾一世的長女。

## 家庭
1871年，瑪麗亞·尼維絲與聖海梅公爵阿方索·卡洛斯結婚。阿方索·卡洛斯是當時的西班牙卡洛斯派王位覬覦者卡洛斯七世的弟弟，唐·卡洛斯王子的孫子。兩人沒有子女。